# The Awakening (Caliban-album)
The Awakening är det tyska metalcore-bandet Calibans sjätte studioalbum, utgivet i maj 2007 på Roadrunner Records i Europa, USA och Japan.
Skivan mixades av Adam Dutkiewicz (Killswitch Engage), och bandets tidigare basist Boris Pracht stod för albumkonsten. Anders Fridén (In Flames) bidrog med gästsång på det japanska bonusspåret.
The Awakening tog sig in på den brittiska topplistan, som högst på plats 29.

## Låtlista
1. "I Will Never Let You Down" – 3:33
2. "Let Go" – 3:58
3. "Another Cold Day" – 3:34
4. "My Time Has Come" – 3:41
5. "Life Is Too Short" – 3:42
6. "Give Me a Reason" – 3:55
7. "Stop Running" – 3:18
8. "The Awakening" – 3:53
9. "I Believe" – 3:20
10. "Rise and Fight" – 3:37
11. "Nowhere to Run, No Place to Hide" – 3:38
12. "I'll Show No Fear" – 3:29

Bonusspår på japanska utgåvan
1. "I See the Falling Sky" – 5:07

## Medverkande
Musiker
- Andreas Dörner – sång
- Marc Görtz – gitarr
- Denis Schmidt – gitarr
- Marco Schaller – basgitarr
- Patrick Grün – trummor

Bidragande musiker
- Benny Richter – keyboard, sampling
- Bony Fertigmensch – basgitarr
- Anders Fridén – sång

Produktion
- Benny Richter – producent
- Marc Görtz – producent
- Adam Dutkiewicz – mixning
- Boris Pracht – albumkonst